# Hambulo
Hambulo is een bestuurslaag in het regentschap Padang Lawas Utara van de provincie Noord-Sumatra, Indonesië. Hambulo telt 818 inwoners (volkstelling 2010).